# Carbono alterado
Carbono alterado (en inglés: Altered Carbon; pronunciado /ˈɔːltɚd ˈkɑːrbən/), es una novela negra de ciencia ficción, ciberpunk y hard boiled escrita en 2002 por el novelista británico Richard Morgan. Transcurre quinientos años en el futuro, en un universo en el que el Protectorado de las Naciones Unidas supervisa una serie de planetas extrasolares colonizados por humanos, presentando a Takeshi Kovacs, un antiguo soldado de élite de la ONU y nativo de Harlan, un planeta poblado por un keiretsu japonés con mano de obra de Europa Oriental.

## Contexto
El texto se ambienta en una época en que la humanidad puede prolongar su edad, al punto que las personas centenarias se les conoce como Mats; acrónimo de Matusalén.

## Argumento
La historia se desarrolla en un mundo de estilo ciberpunk y con fuertes características de distopía, en el que la identidad humana puede almacenarse en un medio digital y descargarse en otros cuerpos físicos, comúnmente conocidos como fundas. Los cuerpos o "fundas" pueden ser naturales, siendo la propia o de otras persona, y pueden ser sintéticas. Cada individuo posee una pila cortical en la columna vertebral que contiene la memoria e identidad y cuando el cuerpo muere, esta puede almacenarse indefinidamente. 
En este mundo imaginario este modo también sirve para detener delincuentes o una forma de pasar el tiempo, por ejemplo, con unas vacaciones  en un entorno virtual de su elección. La muerte verdadera solo ocurre si se destruye la pila cortical. Los católicos se oponen a la recreación, ya que creen que el alma va al cielo al morir y esto los convierte en víctimas ideales de los asesinatos, ya que no pueden ser cargados en un nuevo cuerpo para declarar como testigos. Una trama de la novela es una resolución de la ONU para alterar esta posición legal y permite a las autoridades la descarga a una funda a una mujer católica fallecida para que pueda testificar temporalmente en un juicio por homicidio.
Muchas personas no pueden permitirse descargarse más que una vida, de modo que mientras muchas personas podrían vivir eternamente, solo los más ricos pueden adquirir cuerpos de reemplazo continuo idénticos a los suyos. Las personas que viven más tiempo se llaman Mat, una abreviación de Matusalén. Los más ricos también pueden guardar copias de seguridad de su identidad, que se actualizan periódicamente, de modo que, incluso si se destruye su pila cortical, pueden volver a descargarse en una funda.
La trama principal gira en torno a uno de estos Mat, un hombre llamado Laurens Bancroft, que aparentemente se suicidó, destruyendo su pila, y su respaldo fue luego descargado a una nueva funda, perdiendo así la memoria de los eventos y acciones tomadas en las horas previas al suicidio. El hombre está convencido de que no se pudo haber suicidado en absoluto y contrata a Takeshi Kovacs para investigar lo que pudo haber sido un crimen y que en cambio la policía ya presentó como un suicidio.
Kovacs es un ex-Emisario, un antiguo operativo de las Brigadas de Choque preparadas para la guerra interestelar. El viaje interplanetario a velocidad superlumínica solo es posible a través de la transmisión de identidad a través de un dispositivo llamado "extracción directa" directamente a una nueva funda, que puede estar a años luz del punto de partida. Transmitir de ese modo a soldados normales podría, en gran medida, reducir su eficiencia en combate por no estar acostumbrado al nuevo cuerpo. Por esta razón, los Emisarios están capacitados en el uso de técnicas mentales que les permiten maximizar las cualidades físicas de los nuevos cuerpos, a los que se les transmiten sensores neuroquímicos que mejoran notablemente sus facultades sensoriales, intuitivas y físicas. El resultado es un cuerpo tan poderoso que les está prohibido acceder a funciones gubernamentales en muchos mundos.
Kovacs es asesinado al comienzo de la narración y cargado al cuerpo que anteriormente era de Elias Ryker, un oficial de policía de Bay City (anteriormente conocida como San Francisco). La narración tiene lugar en primera persona. Kovacs deberá resolver el caso a costa de un gran sufrimiento personal, que puede sobrevivir gracias su entrenamiento como Emisario.

## Personajes
- Takeshi Kovacs: Exmiembro de las Brigadas de Choque de Harlan, es contratado por Laurens Bancroft para investigar su 'muerte'.
- Laurens J. Bancroft: Hombre de 357 años. Uno de los hombres más ricos y poderosos de Bay City. Propietario de PsychaSec. Tiene una «discreta influencia en el Consejo de la ONU». Posee múltiples clones y un sistema de almacenamiento remoto, que respalda su conciencia cada 48 horas en instalaciones protegidas de PsychaSec en Alcatraz; lo que le hace virtualmente inmortal. Frecuenta burdeles, tanto reales como virtuales. Disfruta de la lectura y jugar al tenis. Contrata a Takeshi Kovacs como investigador privado.
- Miriam Bancroft: Mujer de apariencia joven (en su undécimo cuerpo) pero ojos de más de tres siglos. Esposa de Laurens Bancroft por más de 250 años. Es consciente de las aventuras extramatrimoniales de su marido.
- Naomi Bancroft: Hija de Laurens y Miriam Bancroft. Tiene 27 hijos y 34 hijas.
- Kristin Ortega: Teniente de la policía. Determina que el caso de Bancrot fue suicidio y no asesinato.
- Elias Ryker:
- Reileen Kawahara:

## Los planetas
Varios planetas han sido colonizados por humanos, pero viajan a una velocidad más baja que la de la luz durante cientos de años. Muchos de los colonos todavía están en camino a planetas distantes. La identidad se transmite por extracción directa instantánea y reinyectarse en otra funda en otro planeta. 
- Harlan: planeta natal de Takeshi Kovacs.
- Sharya: planeta fundamentalista religioso en manos de una secta, las fuerzas del Protectorado de la ONU intervinieron para poner fin a esta dictadura religiosa.

## Premios y nominaciones
- Premio Philip K. Dick Ganador mejor novela 2003[3]

## Adaptación para televisión
Se anunció una adaptación para televisión en 2016. Netflix encargó una temporada inicial de diez episodios. La primera temporada se estrenó en todo el mundo el 2 de febrero de 2018. La segunda temporada se estrenó el 27 de febrero de 2020.

## Ediciones y traducciones
- 2002, Reino Unido, Victor Gollancz Ltd, ISBN 0575073217, Fecha publicación 28 de febrero de 2002, Hardback
- 2003, Francia, Carbone modifié, ISBN 9782914370424, Fecha publicación 2003, Paperback
- 2003, Polonia, ISA, ISBN 8388916912, Fecha publicación 2003, Paperback
- 2004, EE. UU., Del Rey, ISBN 0345457684, Fecha publicación 4 de marzo de 2003, Paperback
- 2004, Italia, Bay City Editrice Nord, ISBN 8842912875, Fecha publicación 2004, Hardback
- 2004, Alemania, Das Unsterblichkeitsprogramm Heyne, ISBN 9783453879515, Fecha publicación 1 de septiembre de 2004, Paperback
- 2005, España, Minotauro, Carbono alterado, ISBN 9788445075043, col. Kronos
- 2006, Hungría, Agave Könyvek, ISBN 9637118381, Fecha publicación 2006, Paperback
- 2006, Croacia, Algoritam, ISBN 9532204229, Fecha publicación 2006, Hardback
- 2007, Finlandia, Like, ISBN 9524719738, Fecha publicación 2007, Paperback
- 2008, Rumanía, Triton, ISBN 9789737332066, Fecha publicación 2008, Paperback
- 2008, Portugal, Saída de Emergência, ISBN 9789896370855, Paperback
- 2008, EE. UU., Del Rey, ISBN 9780345457707, e-book
- 2011, China, Science Fiction World, ISBN 9787536471122, agosto de 2011, Paperback
- 2013, Serbia, Дигитални угљеник, Laguna, ISBN 9788652111978, Fecha publicación 30 de mayo de 2013, Paperback
- 2016, España,  Gigamesh, Carbono modificado / Takeshi Kovacs 1, ISBN 9788416035564